# União Sagrada (França)

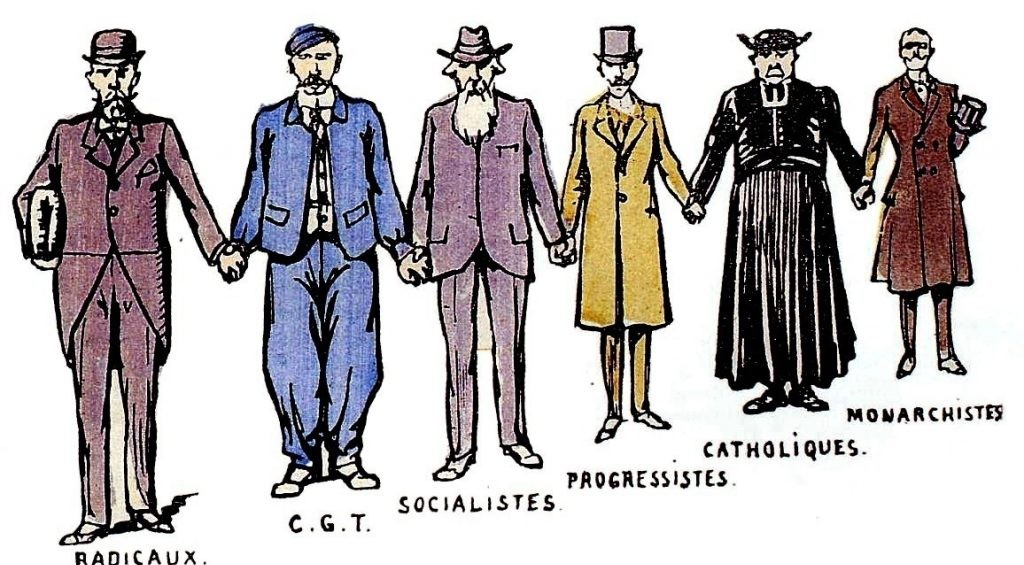
Ilustração de 1916 representando a "União Sagrada" entre os vários grupos políticos franceses (radicais, sindicalistas, socialistas, progressistas, católicos e monarquistas)

A União Sagrada (Union Sacrée) foi uma trégua política na Terceira República Francesa, na qual a esquerda francesa concordou, durante a Primeira Guerra Mundial, em não se opor ao governo nem convocar greves. Feita em nome do patriotismo, ela se opôs à "Seção Francesa da Internacional Operária (SFIO)", ao internacionalismo e à promessa de não entrar em nenhuma "guerra burguesa". Embora uma parte importante do movimento socialista tenha aderido à Union Sacrée, alguns sindicalistas se opuseram a ela.

Em 3 de agosto de 1914, a Alemanha declarou guerra à França. No dia seguinte, o primeiro-ministro René Viviani leu um discurso escrito pelo Presidente da República, Raymond Poincaré:
Na guerra que se aproxima, a França... será heroicamente defendida por todos os seus filhos, cuja união sagrada não será quebrada diante do inimigo.
Este movimento político pode ter sido uma tentativa de criar solidariedade numa época em que a SFIO, majoritariamente pacifista, ameaçava uma greve geral, enquanto muitos católicos franceses eram menosprezados por políticas anticatólicas, como a separação entre Igreja e Estado. Elementos de nacionalismo, a propaganda antigermânica e o desejo de recuperar o antigo território francês da Alsácia-Lorena podem ter dado um impulso adicional ao movimento.